# Luis Dellepiane
Luis J. Dellepiane (Buenos Aires, 25 aprile 1865 – Federal, 14 agosto 1941) è stato un politico, militare e ingegnere argentino.
Guidò la brutale repressione, passata alla storia come settimana tragica, durante la quale le forze di polizia, fiancheggiate dai militanti ultranazionalisti della Lega Patriottica Argentina, assassinarono centinaia di operai, immigrati ed ebrei.

## Biografia
Nato da una famiglia aristocratica originaria della Liguria, Luis Dellepiane si laureò in ingegneria civile presso l'università di Buenos Aires. Continuò nell'ambito universitario passando all'insegnamento ed affermandosi come padre della geodesia argentina. Intrapresa poi la carriera militare nell'esercito argentino raggiunse il grado di tenente generale. Nel secondo decennio del XX secolo si avvicinò all'ascendente partito dell'Unione Civica Radicale diventando amico del suo leader, il presidente argentino Hipólito Yrigoyen.
Nel gennaio 1919 gli operai delle officine metallurgiche Vasena di Buenos Aires scesero in sciopero chiedendo migliori condizioni salariali e al riduzione dell'orario di lavoro. La repressione poliziesca fu durissima e lasciò sul terreno quattro manifestanti morti. Temendo un'escalation delle proteste il presidente Yrigoyen ordinò a Dellepiane, allora a comando della 2ª divisione di fanteria d'istanza a Campo de Mayo, di tutelare l'ordine pubblico nella capitale impedendo ulteriori manifestazioni. Il giorno dei funerali delle vittime scoppiarono nuovi gravi incidenti tra i manifestanti e le forze di sicurezza. Nei giorni seguenti una brutale repressione, fatta di omicidi, arresti e devastazioni, si abbatté sulle associazioni operaie, sindacali, anarchiche e comuniste di Buenos Aires. A scendere in campo a fianco delle forze dell'ordine vi fu la Lega Patriottica Argentina, un'organizzazione paramilitare ultranazionalista formata dai giovani dell'aristocrazia e della buona borghesia della capitale. La repressione assunse ben presto una connotazione xenofoba e razzista, con l'assassinio di numerosi immigrati, in particolare catalani ed ebrei, accusati rispettivamente di simpatie anarchiche i primi e comuniste i secondi. Le strade del quartiere di Balvanera, cuore della comunità ebraica di Buenos Aires, furono il teatro dell'unico pogrom mai verificatosi nell'intero continente americano. L'ondata di violenze scatenate dai militari agli ordini di Dellepiane e dagli estremisti della Lega Patriottica lasciò sul terreno tra i 141 e gli oltre 700 morti.
Nell'ottobre 1928, in occasione del secondo mandato presidenziale di Yrigoyen Dellepiane fu nominato ministro della Guerra. Due anni più tardi, avvertendo l'imminenza di un colpo di Stato avvisò il presidente del pericolo. Non venendo ascoltato si dimise dall'incarico. Due giorni dopo il generale José Félix Uriburu attuò il golpe che rovesciò il governo dando il via al periodo della storia argentina noto come decennio infame.